# Antonino Lombardo (carabiniere)
Antonino Lombardo (Mistretta, 29 marzo 1946 – Palermo, 4 marzo 1995) è stato un carabiniere italiano.

## Biografia
Maresciallo dell'Arma dei Carabinieri, nel 1980 ebbe il Comando della stazione CC di Terrasini, e da là diede un contributo importante all'arresto di Totò Riina, avvenuto il 15 gennaio 1993.
A giugno del 1994, passò ai ROS della Sezione Anticrimine di Palermo. Divenne un personaggio chiave nel fenomeno del pentitismo (infatti gestì la custodia del collaboratore di giustizia Salvatore Cancemi), ed in particolare nelle relazioni con il boss Gaetano Badalamenti: il 14 novembre di quell'anno, nel carcere di Memphis, il maresciallo insieme al collega Mario Obinu incontrò Badalamenti per cercare di ottenere la sua collaborazione quindi di riportarlo in Italia per testimoniare al processo per il delitto Pecorelli. Badalamenti ammise innanzitutto di aver fatto parte di Cosa Nostra e di aver ricoperto ruoli di vertice. Raccontò che l'avvento dei Corleonesi di Riina al potere sarebbe stato pilotato dalla CIA e che il boss sarebbe stato un involontario burattino nelle mani dei servizi segreti americani. Badalamenti spiegò ai due carabinieri di essere vittima di un complotto della CIA negando di essere responsabile del traffico di droga addebitatogli; tale manovra sarebbe stata concepita infatti per dare spazio ai Corleonesi e ai loro nascenti contatti politici. Dopo aver ripercorso alcune dinamiche degli equilibri mafiosi antecedenti la seconda guerra di mafia, ha rivelato che il colonnello Giuseppe Russo fu ucciso per aver dichiarato in un’intervista di essere stato graziato per una espressa opposizione di Badalamenti; tale esplicitazione avrebbe causato poi la “posatura” di Badalamenti stesso sospettato di essersi confidato con il carabiniere. A metà dicembre nel carcere di Fairton (New Jersey) Badalamenti incontrò Lombardo, Obinu, i magistrati Fausto Cardella (DDA di Perugia) e Gioacchino Natoli (DDA di Palermo), il tenente colonnello Domenico De Petrillo (dirigente centro DIA di Roma) e il vicequestore Roberto Fiorelli (addetto al centro DIA di Roma); questa volta però Badalamenti fu meno collaborativo e criptico.
Badalamenti poteva consegnare agli inquirenti informazioni importanti (forse sarebbe stato anche in grado di ribaltare la tesi di Tommaso Buscetta riguardo all'omicidio Pecorelli), e poi stabilì, come condizione al suo rientro in Italia per testimoniare, che venisse a "prenderlo" proprio il maresciallo. Pur facendo notare la pericolosità dell'operazione, Lombardo infine accettò di organizzarla e fissò la propria partenza per il 26 febbraio 1995.
Tuttavia, tre giorni prima di questa data, Lombardo ricevette un duro colpo su un fronte inaspettato: nella trasmissione Tempo reale, condotta da Michele Santoro, i due ospiti Leoluca Orlando e Manlio Mele, sindaci rispettivamente di Palermo e Terrasini, mossero accuse pesanti verso di lui, pur senza nominarlo mai esplicitamente (ma riferendosi all'"ex capo della stazione di Terrasini"). A Luigi Federici, allora Comandante Generale dell'Arma, che telefonò alla Rai in difesa di Lombardo, non fu concesso di intervenire. Inoltre il pentito Salvatore Palazzolo aveva dichiarato che Lombardo era “avvicinabile”. I vertici dell’Arma annullarono la missione negli USA e Lombardo fu estromesso.
Passarono due giorni, e il 25 febbraio fu ucciso Francesco Brugnano il cui corpo verrà ritrovato il giorno successivo nel bagagliaio della sua auto, con la testa sfracellata ed un polso legato dietro al collo. Era un confidente del maresciallo, e la sua morte gli apparve come un segnale preciso, da inserire nel contesto di altri movimenti sospetti che egli registrò intorno a sé ed alla sua famiglia: come molti personaggi scomodi per la mafia, prima e dopo di lui, venne combattuto indirettamente, facendogli capire che era abbandonato ed accerchiato. Egli stesso dirà in quei giorni che "il sospetto e la delegittimazione, in Sicilia, sono sempre stati l'anticamera della soppressione fisica".
Il 4 marzo, in una macchina parcheggiata all'interno della Caserma Bonsignore di Palermo (comando regionale dei Carabinieri), Lombardo si suicidò, sparandosi con l'arma d'ordinanza, lasciando una lettera che dice:
e più avanti farà anche un riferimento esplicito alle circostanze della sua morte: "la chiave della mia delegittimazione sta nei viaggi americani".
La lettera di addio, ritrovata accanto al cadavere nella sua auto, secondo la perizia calligrafica non sarebbe stata scritta interamente da lui. La famiglia ha sempre chiesto alla Procura di riaprire le indagini, ritenendo che non si fosse trattato di un suicidio ma il caso fu archiviato e mai riaperto ufficialmente.
Il 3 aprile 1997, il cognato di Lombardo, il tenente dei carabinieri Carmelo Canale (un tempo stretto collaboratore del giudice Paolo Borsellino, poi processato ed assolto per l'accusa di concorso esterno in associazione mafiosa), sentito in seduta segreta dalla Commissione parlamentare antimafia, sostenne la tesi dell'omicidio "voluto da menti raffinatissime" ed affermò che Badalamenti aveva espresso al maresciallo Lombardo la sua intenzione di tornare in Italia per smentire Buscetta sulle accuse ad Andreotti ma il suo ritorno venne impedito dalla CIA e dalla Procura di Palermo allora guidata da Gian Carlo Caselli. Sempre nello stesso anno, i collaboratori di giustizia Giovanni Brusca e Angelo Siino, interrogati dalla Procura di Palermo, accusarono Lombardo e il cognato, il tenente Canale, di aver passato informazioni a Cosa nostra in cambio di denaro.
Nel 2023 la trasmissione Report riprende il caso Lombardo sostenendo la tesi dell’omicidio: un ex carabiniere intervistato con il volto coperto racconta che l’auto con all’interno il cadavere di Lombardo era intatta nonostante il colpo esploso e gli pare anomala anche la posizione della mano sulle gambe con in pugno la pistola; inoltre sarebbero sparite anche le registrazioni delle sue conversazioni con Badalamenti. La figlia di Lombardo racconta anche di aver ricevuto una strana visita da parte di alcuni Carabinieri la sera della sua morte: uno le avrebbe fatto una iniezione per tenerla tranquilla mentre un collega si sarebbe arrabbiato perché non riusciva a trovare in casa alcuni documenti del maresciallo.
Nella puntata di Non è l’Arena del 12 febbraio dello stesso anno i figli di Lombardo, da sempre convinti che sia stato ucciso, hanno raccontato che un paio di giorni prima della sua morte il maresciallo aveva detto ad Agnese Borsellino di essere vicino alla verità sulla morte del giudice. Il conduttore Massimo Giletti mostra quindi la foto della scena del delitto con Lombardo seduto nella propria auto con in mano, in modo anomalo, la pistola appoggiata sulle gambe e un perito balistico intervistato spiega che non sta in piedi la tesi del suicidio. La figlia di Lombardo ribadisce che un medico militare ha fatto una iniezione a lei e a sua madre la sera della morte del padre mentre dei Carabinieri mettevano a soqquadro la loro casa alla ricerca di alcuni documenti del maresciallo e un ufficiale le chiedeva, urlando e scuotendola, dove fossero queste carte; oltretutto la donna ricorda che la borsa del padre non era nell’auto e che non è mai stata ritrovata.

## Nei media
La vicenda di Lombardo ha suscitato relativamente poca attenzione, ma il suo caso è stato più recentemente ripreso in esame ed approfondito da Daniela Pellicanò nel suo libro Uno sparo in caserma. Il caso Lombardo, presentato il 14 dicembre 2008 a Palermo. L'opera ricostruisce la vita del Maresciallo, la sua delegittimazione e gli avvenimenti sospetti che seguirono la sua morte e le indagini al riguardo (in relazione anche all'importanza delle informazioni che i suoi quaderni e documenti racchiudevano).